# Barleria lanceolata
Barleria lanceolata là một loài thực vật có hoa trong họ Ô rô. Loài này được (Schinz) Oberm. mô tả khoa học đầu tiên năm 1933.